# Periódus (zene)
A periódus zeneelméleti, ezen belül formatani fogalom.
Zenei körmondat, azaz két zenei félmondatból (kadenciából) álló, többnyire kétszer négy ütemű formai egység. Tematikus értelemben a legkisebb önállóan zárt szerkezeti egység.

## Jellemzői
A klasszikus formai gondolkodás alaptörvénye a párosság. A páros forma nyugalmat, kiegyensúlyozottságot jelent. A formapárok sokszorozódása közben elérünk egy határt, amikor úgy érezzük, hogy zártabb egységhez jutottunk, egy gondolatot kifejtettünk. Az ilyen, rendszerint 8 ütemes, frázissal határolt egységet periódusnak hívjuk. A periódus a klasszikus formálás legkisebb alapvető zenei egysége. Két tagból áll, ezek rendszerint egyenlő hosszúságúak, s a dallam és a harmónia szempontjából nyitás-zárás, kérdés-felelet viszonyban vannak egymással. A klasszikus periódus alaptípusa 8 ütemes: 4 ütem előtag + 4 ütem utótag = periódus.

## Az előtag
Az előtag a „kérdést” teszi fel, itt is megmutatkozik a párosság: rendszerint két motívumból áll. (Motívum: A zene legkisebb értelmes része, ami legalább 2 hangból áll. A nyelvhez lehet hasonlítani. pl.: motívum=szó, periódus=mondat.) Az első motívum karakterében különbözik a másodiktól, tehát viszonyuk: A-B.
A második motívum záródhat domináns félzárlaton, (V. fokon áll meg) vagy gyenge tonikai egészzárlaton (a tonikai akkord tercén, vagy  ritkábban kvintjén áll meg).

## Az utótag
Az utótag megadja minderre a feleletet, ez is két motívumból áll. Az első motívum rendszerint az előtag első motívumához hasonlít, viszonyuk így A-Av. A második motívum pedig lehet az előtag második motívumának variálása, tehát viszonyuk B-Bv. Ennek tonikai egészzárlaton kell befejeződnie (a tonikai akkordnak az alaphangján áll meg).

## Képlete
A periódus így keletkelezett formája tehát: A-B-Av-Bv

## Különleges periódusok
A fent említett szabályszerűségek a „szabályos” periódusokra vonatkoznak. A zeneművekben viszont bővelkednek a szabálytalan periódusok is.
1. Bővített periódusok: A periódust a zeneszerző egy, vagy több ütemmel kibővíti. A periódus a bővítmény elhagyásával is értelmes maradna.
2. Nagyperiódusok: A periódus előtagja, és utótagja is kétszeresére nő, így terjedelmük 16 ütem lesz.